# Hida (Sălaj)
Pour les articles homonymes, voir Hida.
Hida (en hongrois Hidalmás) est une commune roumaine du județ de Sălaj, dans la région historique de Transylvanie et dans la région de développement du Nord-ouest.

## Géographie
La commune de Hida est située dans le sud-est du județ, à la limite avec le județ de Cluj, au confluent de l'Almaș et son affluent le Dragului, à l'est des Monts Meseș, à 26 km au sud de Jibou et à 37 km au sud-est de Zalău, le chef-lieu du județ.
La municipalité est composée des huit villages suivants (population en 2002) :
- Baica (136) ;
- Hida (1 102), siège de la commune ;
- Miluani (112) ;
- Păduriș (65) ;
- Racâș (563) ;
- Sânpetru Almașului (542) ;
- Stupini (260) ;
- Trestia (368).

## Histoire
La première mention écrite de la commune date de 1333 dans un document où est mentionné le curé (sacerdos) de Hidalmas.
La commune, qui appartenait au royaume de Hongrie, faisait partie de la principauté de Transylvanie et elle en a donc suivi l'histoire.
Après le compromis de 1867 entre Autrichiens et Hongrois de l'empire d'Autriche, la principauté de Transylvanie disparaît et, en 1876, le royaume de Hongrie est partagé en comitats. Hida intègre le comitat de Szilágy (Szilágymegye).
À la fin de la Première Guerre mondiale, l'Empire austro-hongrois disparaît et la commune rejoint la Grande Roumanie.
En 1940, à la suite du deuxième arbitrage de Vienne, elle est annexée par la Hongrie jusqu'en 1944, période durant laquelle son importante communauté juive fut exterminée par les nazis. Elle réintègre la Roumanie après la Seconde Guerre mondiale.

## Politique
| Période                                  | Période  | Identité       | Étiquette     | Qualité |
| ---------------------------------------- | -------- | -------------- | ------------- | ------- |
| Les données manquantes sont à compléter. |          |                |               |         |
| 2008                                     | En cours | Dumitru Petruș | PDL, puis PNL |         |

| Parti | Parti                                                 | Sièges |
| ----- | ----------------------------------------------------- | ------ |
|       | Parti national libéral (PNL)                          | 6      |
|       | Parti social-démocrate (PSD)                          | 4      |
|       | Union nationale pour le progrès de la Roumanie (UNPR) | 1      |

## Démographie

### Ethnies
En 1910, à l'époque austro-hongroise, la commune comptait 5 406 Roumains (85,77 %) et 826 Hongrois (13,10 %).
En 1930, on dénombrait 5 866 Roumains (88,52 %), 279 Hongrois (4,21 %), 372 Juifs (5,61 %) et 107 Roms (1,61 %).
En 1956, après la Seconde Guerre mondiale, 6 760 Roumains (95,89 %) côtoyaient 205 Hongrois (2,91 %), 16 Juifs (0,23 %) et 69 Roms (0,98 %).
En 2002, la commune comptait 2 940 Roumains (93,39 %), 50 Hongrois (1,58 %) et 156 Roms (4,95 %). On comptait à cette date 1 580 ménages et 1 206 logements.

### Religions
Selon le recensement de 2011, 84,39 % de la population est orthodoxe, 6,02 % est pentecôtistes, 2,54 % baptistes, 3,83 % d'une autre religion, alors que 3,19 % de la population n'a pas déclaré de religion.

## Économie
L'économie de la commune repose sur l'agriculture (céréales, tournesol), l'élevage, l'exploitation des forêts et la transformation du bois. La commune dispose d'un important potentiel touristique avec ses nombreuses églises en bois classées par les monuments historiques roumains.

## Communications

### Routes
Hida est située sur la route nationale DN1G qui relie Jibou au nord avec la nationale DN1F Zalău-Cluj-Napoca au sud. La route régionale DJ109 rejoint la commune de Dragu au sud-est.

## Lieux et monuments

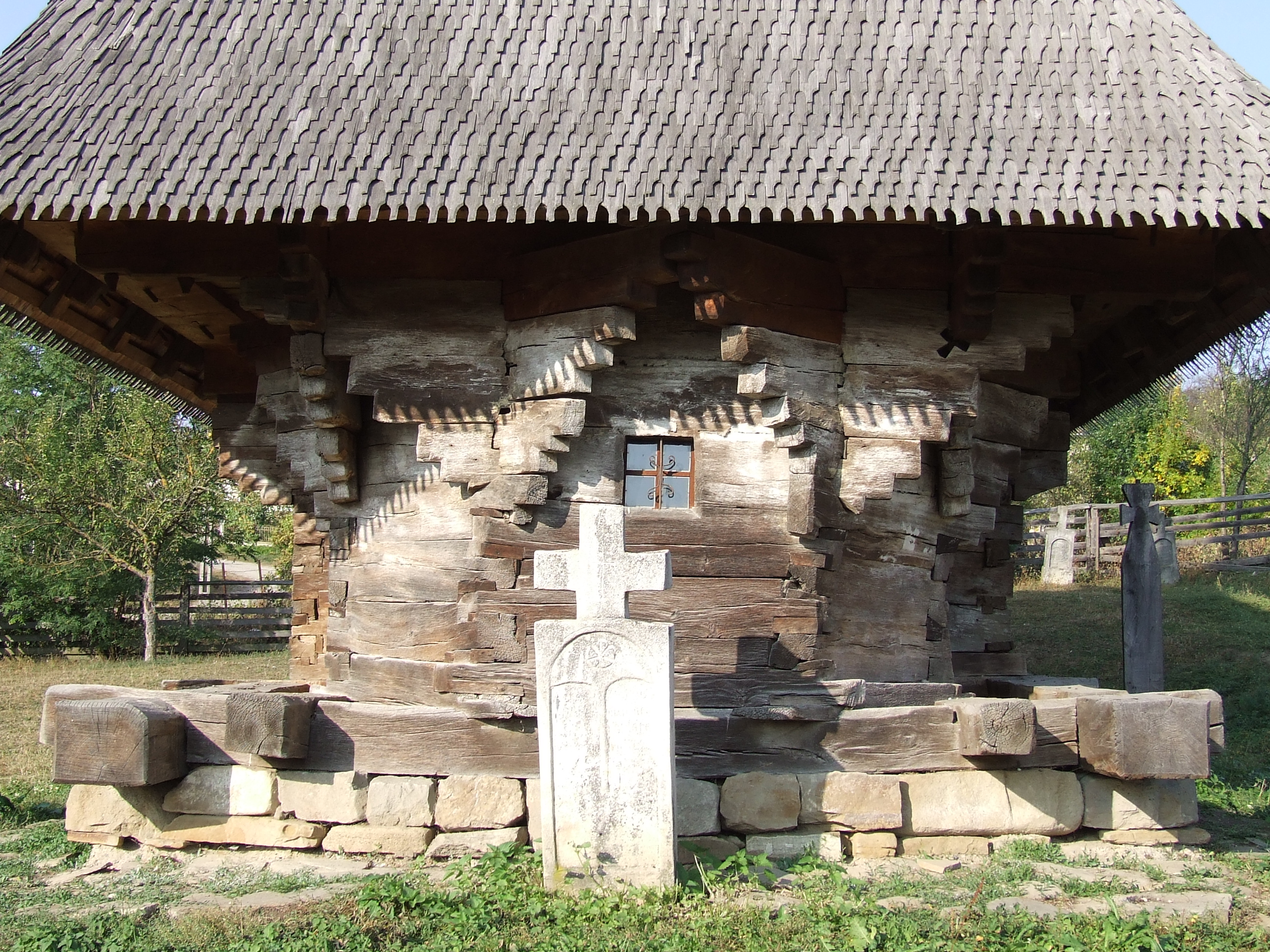
Le chevet de l'église de Baica

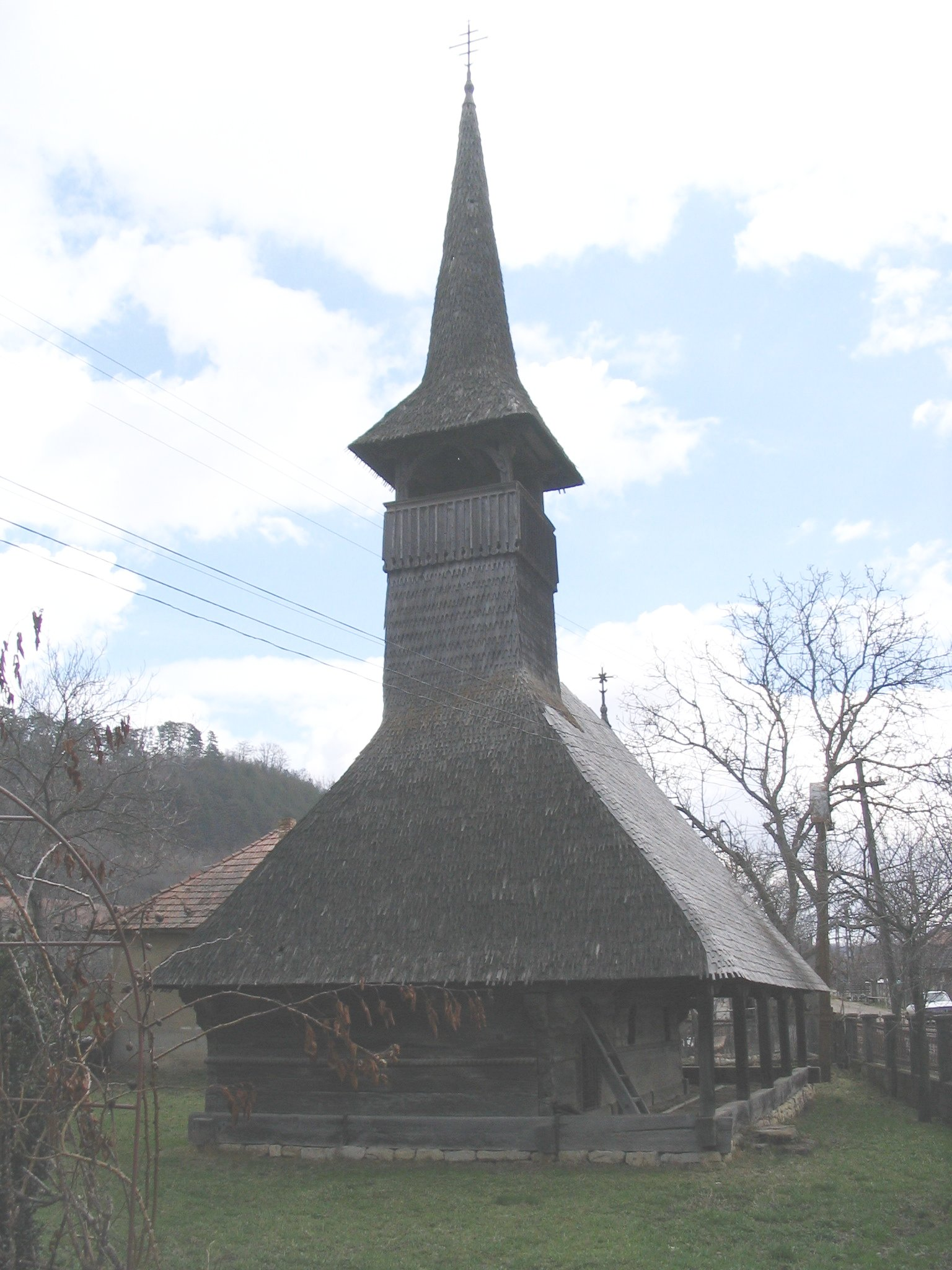
L'église de Sânpetru Almașului

- Hida, église des Saints Archanges de 1720[6].
- Hida, manoirs Haftaludy et Morca.
- Păduriș, église en bois de la Dormition de la Vierge du XVIIe siècle, ancien monastère Strâmba-Fizeș[6].
- Miluani, église en bois des Saints Archanges du XVIe siècle[6].
- Baica, église en bois des Saints Archanges de 1645[6].
- Sânpetru Almașului, église en bois des Saints Archanges de 1846[6].
- Racâș, église en bois des Saints Archanges de 1783[6].